# Frondipora verrucosa
Frondipora verrucosa is een mosdiertjessoort uit de familie van de Frondiporidae. De wetenschappelijke naam van de soort is voor het eerst geldig gepubliceerd in 1821 door Lamouroux.